# Opéra Bastille
Opéra Bastille (francoska izgovorjava [ɔpeʁa bastij], "operna hiša Bastille") je sodobna operna hiša v 12. okrožju Pariza v Franciji. Odprta leta 1989 kot del Grands Travaux predsednika Françoisa Mitterranda, je postala glavni objekt Pariške narodne opere, glavne operne družbe v Franciji, poleg starejše Palače Garnier; večina opernih predstav je prikazanih v Bastilji skupaj z nekaterimi baletnimi predstavami in simfoničnimi koncerti, medtem ko Palača Garnier predstavlja mešanico opernih in baletnih predstav.
Zasnoval ga je urugvajski arhitekt Carlos Ott in stoji obrnjena proti Place de la Bastille. Skupaj lahko sprejme 2723 ljudi, z glavnim gledališčem, koncertno dvorano in studijskim gledališčem.

## Zgodovina

### Ozadje in gradnja
Zamisel o novi »popularni in moderni« operni hiši v Parizu se je prvič pojavila v 1880-ih, le leto po odprtju Palače Garnier. Stoletje bi ostala virtualna in se občasno znova pojavljala zaradi ponavljajoče se »krize v Operi« in omejitev, ki jih je sodobni operni produkciji naložila Palača Garnier. V letih 1965–1968 jo je zlasti promoviral režiser Jean Vilar, najvidnejša osebnost v »popularnem gledališču« tistega časa, ki je bil naročil projekt reforme za gledališče Narodne opere in je ponovil provokativen poziv skladatelja Pierra Bouleza k »razstrelitvi operne hiše«, kot tudi visoki državni uradnik François Bloch-Lainé v poročilu iz leta 1977 o upravljanju Opere in perspektivah.
Leta 1981 je novoizvoljeni predsednik François Mitterrand vključil novo operno hišo v svoj obsežen program gradnje spomenikov, znan kot »Grands Travaux«. Projekt je bil prvotno del Cité de la musique, kompleksa glasbenih ustanov v severovzhodnem Parizu. Hitro so se odločili, da ga ločijo in zgradijo na območju Bastille v Parizu, razmeroma delavskem okrožju, ki je spominjalo tudi na francosko revolucijo in je bilo tradicionalno izhodišče ali končna točka demonstracij. Naslednje leto je bil pod nadzorom Opéra Bastille Public Corporation (EPOB) razpisan mednarodni natečaj za izbiro arhitekta. Prispelo je 756 prijav, novembra 1983 pa je natečaj zmagal malo znani arhitekt Carlos Ott, Urugvajec, ki je živel v Kanadi. Rečeno je bilo, da je žirija, ki – kot je običajno pri arhitekturnih natečajih – ni poznala imen ali izkušenj prijavljenih, zmotno domnevala, da je zasnovo narisal ugledni ameriški arhitekt Richard Meier.
Gradnja se je začela leta 1984 z rušenjem železniške postaje Gare de la Bastille, ki je bila odprta leta 1859 in zaprta leta 1969 in kjer so bile nato prirejane umetniške razstave. Leta 1986 je nova desničarska vlada pod vodstvom Jacquesa Chiraca razmišljala o preklicu projekta, a se je sčasoma odločila, da je preveč napredoval in mu ponovno prižgala zeleno luč. Predsednik Mitterrand je ostal osebno vpleten v celoten gradbeni proces, do te mere, da ga je načrtovalska skupina zaprosila, da se odloči o barvi sedežev po notranjem nesoglasju. (Izbral je črno.)
Hiša je v prvotnem projektu vsebovala še malo koncertno dvorano in večnamensko dvorano (salle modulable). Slednje je bila javna zahteva Pierra Bouleza, ki je že dolgo javno objokoval, da v Parizu ni ustreznega prostora za sodobno glasbo in eksperimentalne nastope. Vendar pa je bil zaradi zamud pri gradnji sčasoma odložen, kar je povzročilo Boulezovo jezo; podoben objekt je bil na koncu zgrajen kot del Cité de la musique. Koncertno dvorano, znano kot amfiteater Bastille (amphithéâtre Bastille), so vzdrževali in gradili.
Po velikih prekoračitvah proračuna so bili končni stroški gradnje 2,8 milijarde francoskih frankov.
Stavbo je slavnostno odprl François Mitterrand 13. julija 1989, na predvečer 200. obletnice napada na Bastiljo, v navzočnosti triintridesetih tujih voditeljev držav ali predsednikov vlad. Napol uprizorjen gala koncert v režiji Roberta Wilsona z naslovom la Nuit avant le jour (Noč pred dnevom) je dirigiral Georges Prêtre, nastopili pa so pevci, kot sta Teresa Berganza in Plácido Domingo. Naslednji dan je tam potekal tradicionalni brezplačni koncert Pariške opere ob dnevu Bastilje.
Operna hiša je bila v času uradne otvoritve nedokončana in je svojo prvo operno predstavo doživela šele 17. marca 1990 z les Troyens Hectorja Berlioza v režiji Piera Luigija Pizzija.

### Težave in polemike
Vodenje in ugled Opére Bastille so v prvem desetletju hiše, pred njenim odprtjem, zaznamovale številne polemike in škandali.
Leta 1987 je bil dirigent Daniel Barenboim, ki je pred tem vodil Orchestre de Paris, najet za prvega umetniškega vodjo hiše in je začel načrtovati prve sezone. Januarja 1989, šest mesecev pred inavguracijo, je predsednik upravnega odbora podjetja Pierre Bergé, sicer vodja modne hiše Yves Saint Laurent, Barenboima odpustil, menda potem, ko dirigent ni hotel znižati plače za polovico, pa tudi zaradi njegove modernistične drže, ki jo je Bergé ocenil za neprimerno za "popularno" operno hišo. Ugotovljeno je bilo tudi, da je Barenboima najela desničarska vlada, medtem ko je bil Bergé pomemben podpornik in donator socialistične stranke. Ta odločitev se je na umetniškem področju izkazala za izjemno sporno: Patrice Chéreau je odstopil od izvedbe otvoritvene gala, skladatelj Pierre Boulez je odstopil iz upravnega odbora, Herbert von Karajan in Georg Solti pa sta skupaj s številnimi drugimi uglednimi dirigenti podpisala protestno pismo in pozvali k bojkotu opere Bastille ter odpovedali svoje tamkajšnje koncerte. To je otežilo iskanje novega umetniškega vodje; maja je Bergé končno lahko objavil imenovanje korejskega pianista in dirigenta Myung-whun Chunga, takrat mladega in praktično neznanega v Franciji. Chung se je odločil za prvo operno predstavo maja 1990.
Čeprav je bil njegov mandat pozneje podaljšan do leta 2000, je bil Chung leta 1994 odpuščen po zmagi desničarske koalicije na volitvah, koncu mandata Pierra Bergéja v upravnem odboru in igri moči z imenovanim direktorjem podjetja Huguesom Gallom, ki je odpovedal svojo pogodbo; na vrhuncu konflikta so Chungu fizično preprečili vstop v stavbo kljub sodbi v njegovo korist.
Stavba je bila prav tako vir težav kot vodstveni konflikti. Že leta 1991 je nekaj od 36.000 plošč iz burgundskega apnenca, ki pokrivajo fasado, začelo padati, zaradi česar so leta 1996 čez nekatere zunanje stene namestili varnostne mreže; nezadovoljni režiser jih je poimenoval »kondomi z luknjami«. V naslednjih letih je bilo treba izvesti več večjih sprememb, vključno z zvočno izolacijsko konstrukcijo in prilagoditvijo akustike orkestrske jame; vsaka sprememba se je izkazala za zapleteno in je včasih vključevala sodne postopke za ugotavljanje, kdo je odgovoren. Fasadni problemi so bili rešeni šele leta 2009 z vgradnjo novih plošč iz kompozitnega materiala in drugače pritrjenih. Veliko mrež pa je na fasadah tudi v letu 2022.
=== Delovanje ===]
Prvotno je bilo pričakovano, da bo Opéra Bastille postala edino operno prizorišče družbe, Palača Garnier pa spremenjena v namensko baletno prizorišče. Vendar je bila ta stroga delitev opuščena v 1990-ih, ko so bile nekatere opere izvedene v Palači Garnier, balet družbe pa je plesal tudi v Bastilli. Od takrat se večina opernih predstav odvija v sodobni hiši z nekaj baletnimi predstavami in nekaj simfoničnimi koncerti vsako sezono, medtem ko tradicionalna hiša predstavlja mešanico opernih in baletnih predstav.
Hugues Gall, ki je leta 1995 prevzel mesto direktorja Pariške narodne opere, je bil prvotno nasprotnik projekta Bastille, saj je znano pošalil, da je nova operna hiša »napačen odgovor na problem, ki ne obstaja«. V svojem devetletnem mandatu pa ima zasluge za stabilizacijo administrativnega, umetniškega in finančnega položaja družbe, med drugim tudi zaradi možnosti, ki jih ponuja sodobno gledališče: večji prihodki zaradi večjih sedežev, večja ponudba tehničnih sredstev za režiserje. , boljše delovno okolje, večja prilagodljivost pri načrtovanju.

## Opis
Opéra Bastille stoji na Place de la Bastille. Da bi se »zlila« s pokrajino, trga niso preoblikovali, da bi se z njo poravnali v splošnem vzporednem tlorisu, ampak so levo stran fasade pustili delno skrito za starejšo in manjšo stavbo, za katero je bilo pričakovati, da bo dajala vtis, da je bila operna hiša del območja že zelo dolgo. Stavba se nato podaljša za fasado in sledi na splošno trikotni obliki, ki jo skrivajo druge stavbe naokoli. Gledališče »prekriva neprozorna kocka odrske zgradbe in je ovita v mrežaste steklene stene ... Opera je družabno odprta zunanjemu svetu, medtem ko imajo preddverja s svojim širokim pogledom na mesto eleganten, brezoseben videz letališkega salona.« Ta preddverja potekajo okoli gledališkega avditorija na več nivojih in dajejo zunanji stekleni fasadi okroglo obliko.
Dostop do predprostora je neposredno s trga na ravni ulice. Čeprav so zgradili monumentalno zunanje stopnišče, ki je vodilo v preddverje prve etaže in neposreden podzemni dostop od postaje podzemne železnice Bastille do vhodne avle, so jih sčasoma zaprli.
Avditorij gledališča je bil zasnovan z 2723 sedeži, kasneje zmanjšan na 2703. Organiziran je v formatu arene z dvema velikima balkonoma zadaj, z nekaj ozkimi balkoni ob straneh. Šlo je za zavesten, egalitarni odmik od Palače Garnier, ki ima več deset vrst sedežev in ne ponuja odrske vidljivosti z vseh. Vsak sedež v Opéra Bastille ponuja neomejen pogled na oder, gre za popolnoma enak tip sedeža z enako stopnjo udobja in ni lož. Podnapisi so vidni z vseh sedežev, razen tistih v zadnjem delu dvorane in prvega balkona. Leta 2005 sta bili na zadnji strani arene oblikovani dve majhni stojišči. Ni »kraljevske« ali »predsedniške lože«; namesto tega se eden od rednih sedežev v areni, v VIP vrsti (vrsta 15) takoj za srednjim prehodom, šteje za predsedniški sedež, čeprav vsi predsedniki od leta 1989 niso bili navdušeni obiskovalci opere.
Avditorij zaradi velikosti pogosto – in neugodno – imenujejo »plovilo«, v primerjavi z drugimi vrhunskimi opernimi hišami pa je akustika opisana kot kvečjemu razočaranje. Ena tehnična lastnost, ki naj bi jo izboljšala, je, da so tla orkestrske jame pravzaprav majhno dvigalo, ki omogoča prilagoditev jame zahtevam nastopa, dviganje za manjši orkester in spuščanje za večji in glasnejši; v svoji največji konfiguraciji ima prostor za 130 igralcev.
Dvorana je na splošno hladne barve zaradi poudarka sivega granita, črnega ali belega kamna in črne tkanine v strukturi in dekoraciji ter zaradi svetlobe z ogromnega belega steklenega stropa, čeprav je uporaba hruškovega lesa za sedeže in ograje in hrast za tla prinesla toplejši, svetlo rjav pridih. Ta sodoben dizajn je bil sporen vse od odprtja hiše, del občinstva pa je imel raje dovršeno okrašeno in pozlačeno dekoracijo tradicionalne Palače Garnier.
Zakulisje zavzema ogromno površino (5000 m2), šestkrat večjo od odra: levo in desno odrsko površino obdajajo enako velike površine, te tri površine pa se replicirajo proti zadnjemu delu gledališča. Sistem tirnic in vrtljivi dok omogočata, da v nekaj minutah spravijo celotne komplete na velikanske motorizirane ploščadi in jih shranijo na razpoložljiva mesta v zakulisju; hitre spremembe scenografije omogočajo umetnikom, da popoldne vadijo eno in zvečer izvedejo drugo v istem prostoru, kar je v Palači Garnier nemogoče. Uporaba takšnih platform tudi precej olajša uporabo tridimenzionalnih nizov namesto tradicionalnih ravnih slik. Pod odrom je velikansko dvigalo, ki se uporablja za spuščanje neuporabljenih ploščadi v podzemno skladišče, veliko kot samo zaodrje.
Stavba vključuje tudi prostor za vaje, ki je po velikosti in obliki enak gledališki jami in odru.